# Santa Fe Texacal
Santa Fe Texacal är en ort i Mexiko.   Den ligger i kommunen Axtla de Terrazas och delstaten San Luis Potosí, i den centrala delen av landet, 220 km norr om huvudstaden Mexico City. Santa Fe Texacal ligger 98 meter över havet och antalet invånare är 411.
Terrängen runt Santa Fe Texacal är huvudsakligen kuperad, men österut är den platt. Runt Santa Fe Texacal är det tätbefolkat, med 427 invånare per kvadratkilometer. Närmaste större samhälle är Villa Terrazas, 5,0 km öster om Santa Fe Texacal. I omgivningarna runt Santa Fe Texacal växer huvudsakligen savannskog.